# Эйгес, Ольга Вячеславовна
Ольга Вячеславовна Эйгес (12 августа 1910, Смоленск — 28 июля 1996, Москва) — советский художник-график, литограф, иллюстратор, плакатист.

## Биография
Родилась 30 июля (по старому стилю) 1910 года в Смоленске в семье педагога Надежды Романовны Эйгес. Внучка врача Р. М. Эйгеса и переводчицы С. И. Эйгес (Эльцин); племянница переводчицы А. Р. Эйгес, композитора К. Р. Эйгеса, математика и чеховеда А. Р. Эйгеса, математика и философа В. Р. Эйгеса, литературоведа И. Р. Эйгеса, художника В. Р. Эйгеса и поэтессы Е. Р. Эйгес.
В 1930—1934 годах училась в Московском изотехникуме памяти 1905 года у Е. Н. Якуба, в 1934—1939 годах в Московском изоинституте (позже Институт изобразительных искусств) на отделении плаката у А. А. Дейнеки. Участвовала в выставках с 1927 года. Участвовала в выставке дипломников изоинститута в Музее изобразительных искусств имени А. С. Пушкина (1939) и во Всесоюзной выставке молодых художников посвящённой двадцатилетию ВЛКСМ (ГТГ, 1939). Занималась экспортной рекламой в компании «Интурист». Ранние работы включали элементы конструктивизма и ОСта.
Работала плакатистом в Институте санитарного просвещения и в Государственном цирке СССР. Известны её плакаты «Карандаш (с собачкой)» и «Воздушные гимнастки сёстры Кох». В 1930-х годах совместно с В. М. Ливановой выполнила плакаты «Держи, товарищ, порох сухим!», 1937; «Да здравствует сталинская конституция! Да здравствует равноправная женщина СССР!», 1939; «Лучший подарок Родине — отличная учёба», 1939. Работала декоратором в театре имени Е. Б. Вахтангова.
В годы Великой Отечественной войны работала над плакатами, прославлявшими труд трудящихся тыла; в послевоенные годы — над плакатами серии «Люби и изучай свой край!» (1946). После возвращения в Москву из Чебоксар в 1943 году работала в монументальной бригаде В. А. Фаворского и Л. А. Бруни, участвовала в росписях интерьеров станций метро, административных зданий, санаториев, павильонов ВСХВ-ВДНХ. Среди прочего расписывала плафоны в санатории «Архангельское», в доме для генералов на улице Жолтовского, в санатории в Алупке, в павильонах ВДНХ «Московская область» и «Ветеринария».
Работала в Комбинате графического искусства и Комбинате декоративного искусства. Занималась станковой и книжной графикой. Член Союза Художников СССР с 1961 года.
Умерла в 1996 году. Похоронена на Введенском кладбище (21 уч.).
Выставка работ О. В. Эйгес прошла в московской галерее «Ковчег» 21 августа — 28 сентября 2014 года.

## Семья
- Сестра (по матери) — Людмила Григорьевна Чудова-Дельсон (урождённая Гуревич, 1924—2003), выпускница романо-германского отделения филологического факультета МГУ, музыкальный редактор в издательствах «Музыка» (1958—1967) и «Советская энциклопедия» (1967—1983), переводчик[11], составитель книги «Эхо: предания, сказания, легенды, сказки» (М.: Детская литература, 1973). Была замужем за метрологом Владимиром Алексеевичем Чудовым (1924—?)[12], вторым браком за музыковедом Виктором Юльевичем Дельсоном (1907—1970).
- Двоюродная сестра — художница Тамара Владимировна Эйгес (с которой вместе училась в изоинституте), двоюродные братья — художник Сергей Константинович Эйгес, композитор Олег Константинович Эйгес[13].
- Первый муж — художник Игорь Николаевич Поляков (1909—1942), погиб на фронте[14].

## Галерея
- Портрет Ольги Эйгес работы её мужа Игоря Полякова (1930-е гг.)
- Галерея работ Ольги Эйгес